# Circonvoluzione temporale superiore
La circonvoluzione temporale superiore è una delle tre (talvolta due) circonvoluzioni nel lobo temporale del cervello umano (cioè quel lobo che è sito in posizione laterale nel cranio, appena sopra l'orecchio esterno).
La circonvoluzione temporale superiore è delimitata da:
- Scissura laterale di Silvio (superiormente);
- solco temporale superiore (non sempre presente o visibile nell'encefalo di tutti i soggetti) qui di seguito;
- una linea immaginaria che può essere tracciata dall'incisura preoccipitale fino al solco laterale (posteriormente).

La circonvoluzione temporale superiore contiene diverse importanti strutture del cervello, tra cui:
- Le aree 41 e 42 di Brodmann, che segnano la posizione della corteccia uditiva primaria, la regione corticale responsabile della sensazione di suono;
- L'area di Wernicke, area 22p di Brodmann, una regione importante per l'elaborazione della parola e del discorso, tale che il linguaggio possa essere inteso.

La circonvoluzione temporale superiore contiene la corteccia uditiva primaria, la zona corticale che è responsabile della elaborazione dei suoni. Specifiche frequenze sonore sono percepite in zone specifiche della corteccia uditiva primaria. Questa mappa uditiva (o tonotopica) è simile alla mappa dell'homunculus della corteccia motoria primaria. 
Alcune aree della circonvoluzione temporale superiore sono specializzate per l'elaborazione di determinate combinazioni di frequenze. Altre aree risultano invece maggiormente specializzate per processare determinate modifiche del suono in ampiezza o frequenza.
La circonvoluzione temporale superiore comprende anche l'area di Wernicke, un'area del linguaggio che prende il nome dal neurologo tedesco Karl Wernicke, nella maggior parte delle persone localizzata nell'emisfero cerebrale sinistro.
Questa regione corticale è l'area che viene implicata principalmente nella comprensione del linguaggio, ovvero è quella zona della corteccia che svolge il processo di decodificazione degli stimoli uditivi, cioè la loro trasformazione in unità linguistiche.
La circonvoluzione temporale superiore quindi è profondamente coinvolta nell'elaborazione uditiva, tra cui il linguaggio, ma sembra anche essere implicata come una struttura fondamentale nella percezione e cognizione sociale.

## Funzioni
La circonvoluzione temporale superiore è coinvolta nella percezione delle emozioni negli stimoli facciali. Inoltre, la circonvoluzione temporale superiore è una struttura essenziale coinvolta nella elaborazione uditiva, nonché in alcune funzione del linguaggio, in individui che possono hanno un vocabolario alterato oppure stanno sviluppando un senso del linguaggio. Diversi studi hanno messo in evidenza che la circonvoluzione temporale superiore è una struttura importante nella via nervosa costituita dalla amigdala e dalla corteccia prefrontale, e come queste viene coinvolta in processi di cognizione sociale.
Unitamente alla circonvoluzione temporale superiore, le aree più anteriori e dorsali all'interno lobo temporale sono state collegate alla capacità di elaborare informazioni derivanti dalle diverse e mutevoli caratteristiche di un viso.
Ricerche sperimentali eseguite avvalendosi di tecniche di imaging neurologico hanno portato alla scoperta che pazienti affetti da schizofrenia spesso presentano anomalie strutturali della circonvoluzione temporale superiore.

## Galleria d'immagini

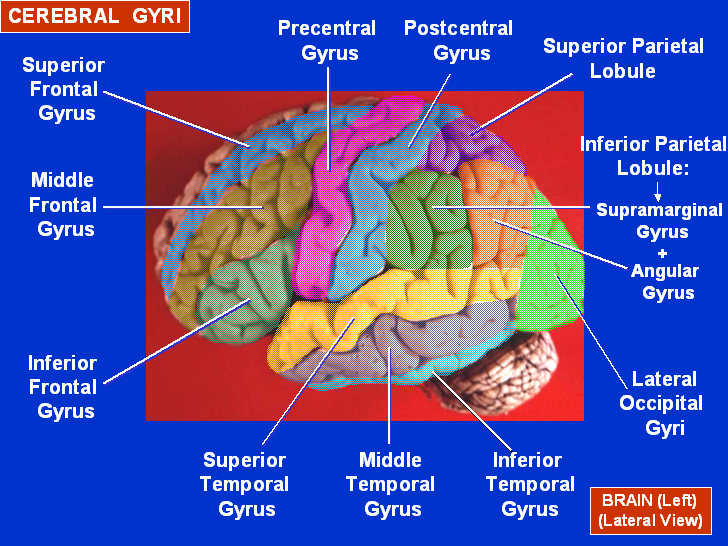
La circonvoluzione temporale superiore evidenziata in giallo. Visione laterale dell'emisfero cerebrale sinistro.
Visione laterale del cervello umano, sono evidenziate le principali circonvoluzioni.
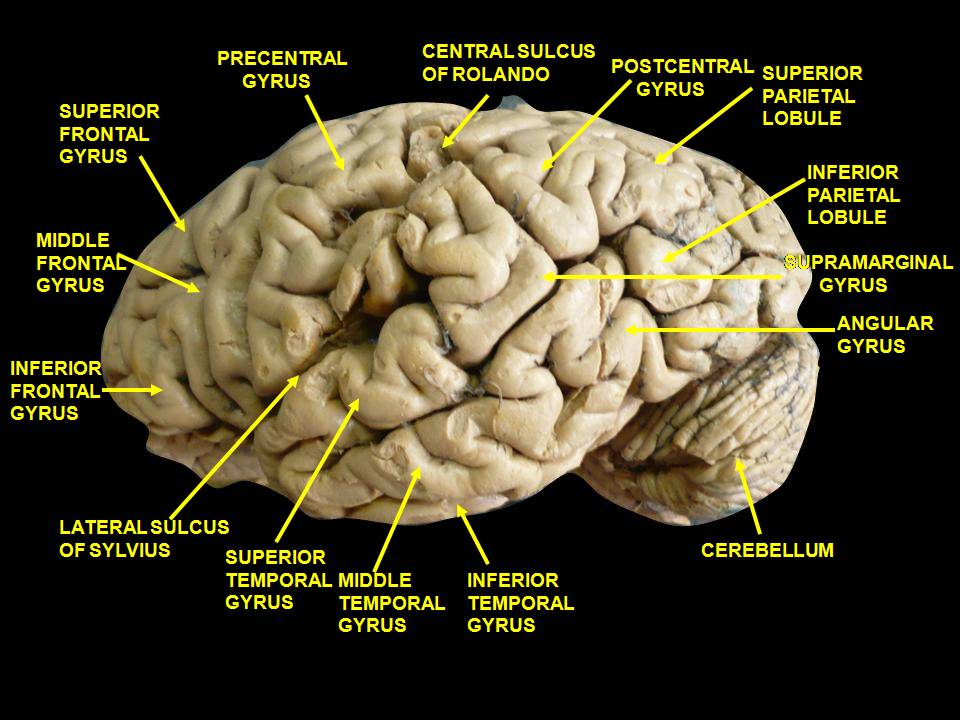
Cervello. Visione laterale. Dissezione profonda. La circonvoluzione temporale superiore è indicata al centro